# Santissimo Sacramento a Tor de' Schiavi

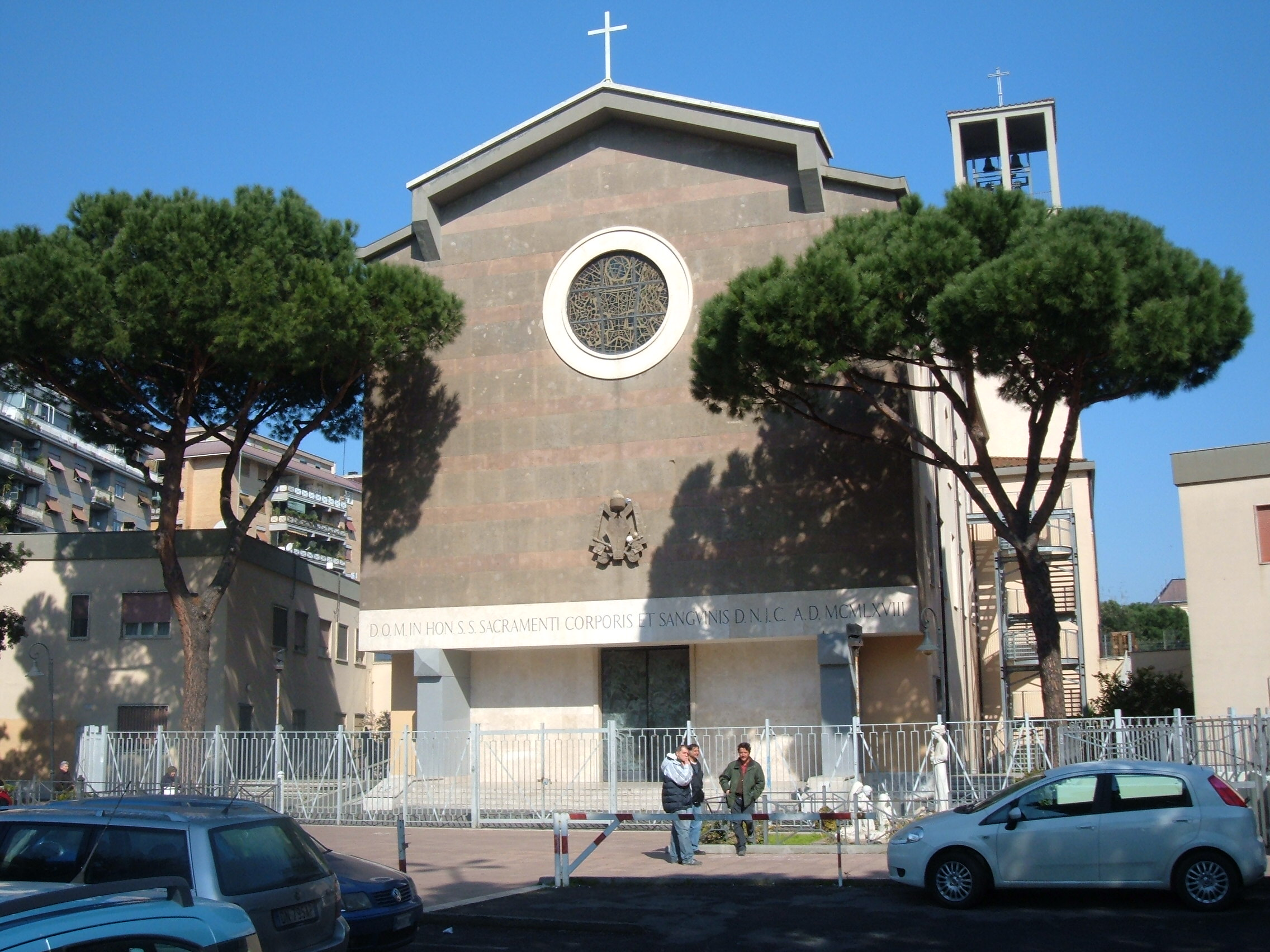
Vista da fachada.

Santissimo Sacramento a Tor de' Schiavi é uma igreja titular de Roma localizada no Largo Agosta, no quartiere Prenestino-Labicano, perto da famosa Tor de' Schiavi. É dedicada ao Santíssimo Sacramento. É sede do título cardinalício de Santíssimo Sacramento em Tor de' Schiavi, cujo cardeal-presbítero é Gregorio Rosa Chávez, bispo auxiliar de San Salvador.

## História
Esta igreja é sede de uma paróquia criada em 28 de março de 1963 através do decreto "Ad uberius animarum" do cardeal-vigário Clemente Micara, mas ela foi construída mais tarde, entre 1966 e 1968, com base num projeto do arquiteto Francesco Fornari, e foi inaugurada oficialmente em 5 de maio deste último com a benção solene do cardeal Angelo Dell'Acqua. Três papas visitaram a igreja: Paulo VI em 1 de junho de 1972, São João Paulo II em 14 de março de 1993 e Francisco em 6 de maio de 2018.
A partir de 28 de junho de 2017, a igreja passou a ser sede do título cardinalício de Santíssimo Sacramento em Tor de' Schiavi.

## Descrição

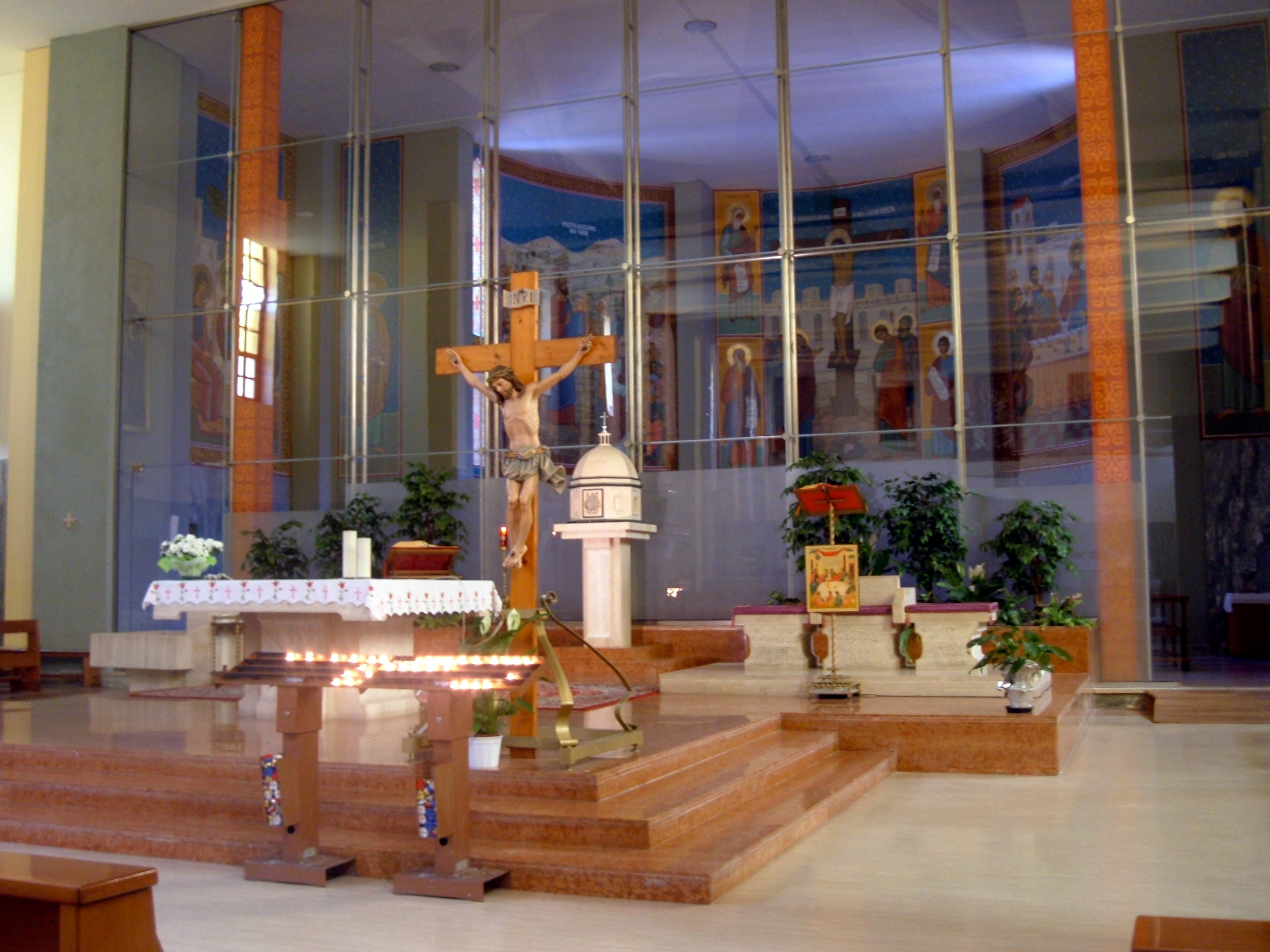
Vista do altar-mor.

A igreja tem uma fachada neorromânica, com rosácea e um pórtico, subdividida em dois pisos com faixas horizontais alternando duas cores diversas. Os portais estão revestidos por painéis de cobre que reproduzem cenas do Antigo e do Novo Testamento.
No interior, é particularmente notável o altar do braço esquerdo do transepto, que abriga um quadro representando "Cristo Adorado pelos Anjos", obra de 1906 de Antonio Cisterna. O presbitério está dividido em duas partes por um vitral transparente, com a parte anterior servindo como altar-mor e a posterior, como capela ferial (ou seja, destinada às missas durante os dias de semana). A abside, visível através do vitral, é decorada com afrescos modernos, obra do arquimandrita romeno Bartolomeo Florea, ligados ao tema do Santíssimo Sacramento: a Trindade (que lembra um famoso ícone de Andrej Rublëv): o "Apóstolo Pedro", a "Multiplicação dos Pães e Peixes", a "Crucificação" (assistida por profetas do Antigo Testamento: Isaías, Ezequiel, Jeremias e Daniel), a "Última Ceia", o "Apóstolo Paulo" e a "Ceia de Emaús".
Além disto, a igreja abriga ainda diversos ícones modernos em tábuas de madeira, entre os quais as estações da Via Crucis.